# プリヴァ
プリヴァ（Privas）はフランス東部、オーヴェルニュ＝ローヌ＝アルプ地域圏のコミューン。アルデシュ県の県庁所在地。1999年の人口は約9千人。

## 歴史
中世のプリヴァは10世紀以来トゥールーズ伯爵領に属した。1281年、さらにそれを追認して1309年に、都市としての自治を認める特許状が交付された。13世紀には市壁が築かれ、プリヴァは城砦をもつ都市となった。
宗教改革期にはジュネーヴからの働きかけが強くあり、プリヴァに改革派の教会が設けられた。ユグノーの街となったプリヴァであったが、幸いなことに、プリヴァではサン・バルテルミーの虐殺のような事件は起こらなかった。

## 姉妹都市
- トルトーナ, イタリア
- ヴァイルブルク, ドイツ